# Repco
Repco est une entreprise australienne fondée à Melbourne en 1920 par Geoffrey Russell sous le nom de Replacement Parts Pty. Ltd., dont l'activité principale est la fabrication et la vente de pièces détachées pour l'automobile en Australie et en Afrique du Sud. En 1922, la compagnie devient Repco, contraction de « Replacement Parts Company ».
Sous l'impulsion de Jack Brabham, Repco a construit des moteurs de Formule 1 de 1965 à 1968. Ceux-ci, développés notamment par John Judd à partir de 1966, ont pris le départ de 33 Grands Prix de championnat du monde de Formule 1 entre 1966 et 1969. Ils ont quasi exclusivement motorisé les monoplaces de l'écurie Brabham (les Repco ont aussi motorisé l'écurie sud-africaine LDS de Louis Douglas Serrurier qui n'a jamais été classée en championnat du monde). 

## Formule 1

Logo de Repco en Formule 1

En 1961, Jack Brabham et Ron Tauranac, tous deux australiens, créent leur écurie, Motor Racing Development, et l'installent dans les locaux de Repco à Surbiton, en Angleterre.
En 1964, à la suggestion de Brabham, Repco décide de construire un moteur de Formule 1 sur la base d'un bloc en aluminium V8 Oldsmobile obsolète. Le premier moteur sera testé sur un banc d'essais en Australie en mars 1965 et fera ses débuts à la faveur du changement de réglementation qui imposa une cylindrée de 3 000 cm3 en Formule 1 le 1er janvier 1966 au Grand Prix d'Afrique du Sud à East London, Grand Prix disputé hors-championnat cette année-là. La première victoire en Grand Prix de Repco vient au Grand Prix de France en juillet. Jack Brabham gagne également les trois courses suivantes et remporte le championnat 1966.
Fin 1966, Frank Hallam prend la tête du programme Repco et le moteur est développé par une équipe comprenant Norm Wilson, John Judd, Lindsay Hooper et Brian Heard. Le Néo-Zélandais Denny Hulme remporte le championnat 1967 devant Jack Brabham, tous deux sur Brabham-Repco.
En 1968, après deux saisons au sommet de la hiérarchie mondiale, la fiabilité du Repco 860 est prise en défaut : il lui faut contrer un nouveau moteur qui rentrera dans la légende de la Formule 1, le V8 Ford-Cosworth. En 1969, Brabham se tourne vers Cosworth et, par là même, signe la fin de la présence du motoriste australien en Formule 1. 
Les Repco ont permis à l'écurie Brabham de remporter à deux reprises le championnat du monde des constructeurs, de marquer 126 points en championnat du monde, de remporter huit Grands Prix, de décrocher sept pole positions et quatre meilleurs tours en course.

### Moteurs

#### Repco 620
Moteur engagé en 1966.
- 8 cylindres en V
- Cylindrée : 2 995 cm3
- Puissance : 315 ch
- Régime moteur : 7 250 tr/min

#### Repco 740
Moteur engagé en 1967.
- 8 cylindres en V
- Cylindrée : 2 995 cm3
- Puissance : 330 ch
- Régime moteur : 8 000 tr/min

#### Repco 860
Moteur engagé en 1968 et 1969.
- 8 cylindres en V
- Cylindrée : 2 995 cm3
- Puissance : 380 ch
- Régime moteur : 8 700 tr/min.

### Résultats en championnat du monde des constructeurs
- 1966 Brabham-Repco : champion du monde
- 1967 Brabham-Repco : champion du monde
- 1968 Brabham-Repco : 8e
- 1969 Brabham-Repco : 8e

### Résultats en championnat du monde des pilotes
| Saison | Écurie  | Pilote         | GP disputés | Classement en championnat du monde |
| ------ | ------- | -------------- | ----------- | ---------------------------------- |
| 1966   | Brabham | Jack Brabham   | 9           | Champion du monde                  |
| 1966   | Brabham | Denny Hulme    | 7           | 4e                                 |
| 1967   | Brabham | Denny Hulme    | 11          | Champion du monde                  |
| 1967   | Brabham | Jack Brabham   | 11          | 2e                                 |
| 1967   | Brabham | Guy Ligier     | 5           |                                    |
| 1968   | Brabham | Jochen Rindt   | 12          | 12e                                |
| 1968   | Brabham | Jack Brabham   | 11          | 23e                                |
| 1968   | Brabham | Silvio Moser   | 4           |                                    |
| 1968   | Brabham | Dan Gurney     | 1           |                                    |
| 1968   | Brabham | Dave Charlton  | 1           |                                    |
| 1968   | Brabham | John Love      | 1           |                                    |
| 1968   | Brabham | Kurt Ahrens    | 1           |                                    |
| 1968   | LDS     | Sam Tingle     | 1           |                                    |
| 1969   | Brabham | Peter de Klerk | 1           |                                    |
| 1969   | Brabham | Sam Tingle     | 1           |                                    |